# Человек-паук (Такуя Ямасиро)
Такуя Ямасиро (яп. 山城拓也 Ямасиро Такуя), также известный как Человек-паук (яп. スパイダーマン Супайда:ман) и Японский Человек-паук — супергерой из сериала «Человек-паук» и короткометражного фильма на его основе 1978 годов производства Toei Company в исполнении Синдзи Тодо, основанный на одноимённом герое американских комиксов издательства Marvel Comics. В последующие годы фигурировал в сюжетных линиях комиксов «Паучьи миры» и «Паукогеддон». Появится в анимационном фильме «Человек-паук: Паутина вселенных» 2023 года, сиквеле картины «Человек-паук: Через вселенные» 2018 года, действие которого разворачивается во франшизе «Spider-Verse».
Успех Ямасиро и его гигантского робота меха под названием «Леопардон» вдохновил Toei на концепцию Super Sentai в лице первого сезона Battle Fever J, что в свою очередь привело к созданию американской адаптации «Могучих морфинов», из-за чего персонаж стал прародителем франшизы «Могучих рейнджеров».

## Создание образа
Воплощение Человека-паука Такуи Ямасиро отличается от классической версии Marvel Comics, заимствуя лишь прозвище, дизайн костюма и основные способности.
Сериал повлиял на более поздние Токусацу и аниме, поскольку в «Человеке-пауке» 1978 года была представлена концепция супергероя, вызывающего гигантского робота в сражении с выросшими противниками. Несмотря на существование более ранних сериалов с гигантским роботом, они не были связаны с тематикой супергероев, которые лично сражались с врагами. В результате он стал постоянным продуктом франшизы Super Sentai, начиная с Battle Fever J.

## Биография
Такуя Ямасиро был мотогонщиком, родившимся в семье астрофизика доктора Хироси Ямасиро. Во время тренировки на мотоцикле, Такуя начал получать телепатические сообщения от инопланетянина по имени Гария, который был заточен в пещере военачальником-вампиром по имени профессор Монстр. Его сестра Синко и подруга Хитоми Сакума попросили его помощи в исследовании разбившегося «Леопардона», но Такуя отказался, так как молодой человек готовился к участию в гонке. Его отец, который искал Гарию, согласился и отправился с Синко и Хитоми. Позже, перед отъездом на соревнование, Такуя получил ещё несколько сообщений от Гарии и отправился на поиски «Леопардона». В горах он обнаружил Хитоми и Синко, которые рассказали Такуе, что на его отца напали. Такуя нашёл умирающего отца, который получил смертельные травмы от существа, работающего на профессора Монстра по имени Букунрю. После того, как его отец умер, на Такую напала армия Железного Креста, в результате чего юноша был тяжело ранен и упал в пещеру, где был заточён Гария. Гария спас ему жизнь, дав паучий браслет и паучий экстракт, которые даровали Такуе паучьи способности. Затем Гария сообщил Такуе о вторжении профессора Монстра, а также поведал личную историю. Протестировав свой новый костюм и способности, Такуя обнаружил, что армия Железного Креста похитила профессора Фудзиту. Человек-паук отправился на сражение с группой и освободил профессора. Затем на него напал Бокунрю, который был уничтожен благодаря «Леопардону».
После победы над Букунрю, Ямасиро продолжил быть супергероем, вдохновлённой записью из дневника своего отца, в котором говорилось: «Всегда бери на себя ответственность за свои действия». Присоединившись к Интерполу, он в конце концов столкнулся с профессором Монстром и, по-видимому, убил его, отомстив за смерть своего отца. Также он наделил мальчика-сироту по имени Итиро Мураками сверхспособностями после переливания крови.

## Комиксы

### «Паучьи миры» и «Паукогеддон»
Во время сюжетной линии «Паучьи миры» Такуя с Земли-51778 отправился на войну против Наследников в сопровождении Человека-паука и Девушки-паук с Земли-616, а также Женщины-паук с Земли-65. По прибытии на Землю-13, пилотировавший «Леопардона» Такуя, столкнулся с Солусом, но злодей быстро расправился с гигантским роботом. К счастью, Такуе удалось вырваться из противостояния живым и присоединиться к остальным паукам. Такуя остался с группой Пауков, и во время финальной битвы в Ткацком мире он воссоединился с «Леопардоном». Человек-паук 2099 и Леди Паук смогли починить робота с помощью «некоторых технологий будущего и небольшой мощности пара». После поражения Наследников Такуя благополучно вернулся в свой мир.
Такуя остался на Планете Паук, где жил в сконструированном в японском стиле доме, где жил с Нулевым пауком до прибытия Майлза Моралеса. Вскоре после этого Нулевой Паук и Майлз отправились в путь, чтобы восстановить мультивселенную.
Монстры-бэмы-машины, созданные, чтобы остановить Такую, напали на новую команду Людей-пауков, в результате чего Такуя прошёл через портал с Планеты Паук вместе с «Леопардоном». Он участвовал в финальной битве, а позже был отправлен обратно в свою родную вселенную.
Во время событий «Паукогеддона» Совершенный Человек-паук (разум Доктора Осьминога в теле Протоклона) и Человек-паук с Земли-1048 предупредили Такую о бегстве Наследников. Он обсуждал с другими Пауками все возможные способы остановить их заклятых врагов. Превосходный Человек-пауку начал анализировать Мультивселенную, чтобы найти новых рекрутов, которые помогут бороться с Наследниками, такими как Полицейский Паук и Тираннозавр. Во время нападения Армии пауков на Наследников, Такуя начал трансформироваться в «Леопардона», столкнувшись с Деймосом. Когда Майлз Моралес стал последним Капитаном Вселенной, он использовал меч «Леопардона», чтобы атаковать Солуса, Брикса, Бору и Деймоса.

## Силы и способности
Такуя Ямасиро обладает сверхчеловеческой силой, скоростью, ускоренной регенерацией, способностью цепляться за большинство поверхностей, а также усиленным и рентгеновское зрением. Он стареет медленнее, чем обычные люди, и является опытным пользователем ниндзюцу. Кроме того, он в состоянии общаться с пауками, и, как и многие другие версии Человека-паука, обладает паучьим чутьем, которое предупреждает его об опасности, в дополнение к вещим снам. С помощью своего паучьего браслета он может стрелять паутиной и плести сети. Это же устройство позволяет ему открывать двери благодаря магниту, идентифицировать замаскированных пришельцев и отражать лазеры. В деактивированном состоянии браслет исчезает с запястья. Ко всему прочему, Такуя может создать запасную версию своего костюма на случай повреждения оригинала. Его силы могут быть переданы другим людям с помощью переливания крови.

## В других медиа

### Кино
Ранее официально заявляли, что Такуя Ямасиро и «Леопардон» появятся в анимационном фильме «Человек-паук: Паутина вселенных» (2023).

### Товары
- В 2021 году Funko Pop выпустила эксклюзивную виниловую фигурку Такуи Ямасиро[8], а в 2022 году была также выпущена вторая фигурка Funko Pop в комплекте с газированным напитком[9].
- В 2022 году Hasbro выпустила фигурку Человека-паука от Toei в комплекте с паучьим браслетом и паутиной[10].
- Beast Kingdom выпустила фигурку «Леапардона» величиной 16,5 дюймов и в количестве 3000 экземпляров[11].

### Прочее
- За исключением костюма и способностей главного героя, сериал 1978 года не имеет отношения к вышедшей ранее манге Рёити Икегами о Человеке-пауке или оригинальным комиксам о супергерое. Тем не менее, несколько адаптаций манги версии Toei были опубликованы различными журналами, такими как TV Land, Tanoshi Yōchien, TV Magazine и Bōken’ō[12].
- Версия гигантского робота Человека-паука, «Леопардон», появляется в романе Эрнеста Клайна «Первому игроку приготовиться».

## Критика
Collider поместил Такую Ямасиро на 5-е место среди «10 наиболее удивительных альтернативных версий Человека-паука».